# قطعنامه ۱۴۳۷ شورای امنیت
قطعنامه ۱۴۳۷ شورای امنیت سازمان ملل متحد که در تاریخ ۱۱ اکتبر ۲۰۰۲ تصویب شد، سندی بین‌المللی دربارهٔ بررسی وضعیت در کرواسی است. این قطعنامه طی نشست ۴۶۲۲ام با ۱۵ رای موافق، ۰ مخالف و ۰ ممتنع تصویب شد.